# Åkers distrikt, Södermanland
Åkers distrikt är ett distrikt i Strängnäs kommun och Södermanlands län. 
Distriktet ligger i södra delen av kommunen. 

## Tidigare administrativ tillhörighet
Distriktet inrättades 2016 och utgörs av socknen Åker i Strängnäs kommun.
Området motsvarar den omfattning Åkers församling hade vid årsskiftet 1999/2000.